# Louis Hackspill (académicien)
Pour les articles homonymes, voir Louis Hackspill.
Louis-Jean-Henri Hackspill, né le 3 mai 1880 dans le 3e arrondissement de Paris et mort le 8 octobre 1963 à Neuilly-sur-Seine, est un chimiste français, d'abord professeur à la faculté des sciences de Strasbourg, puis à celle de Paris. Ce patron chercheur, directeur de l'institut de Chimie de Strasbourg puis de Paris, a été élu à l'académie des sciences, d'abord dans la section des membres libres le 20 novembre 1944 avant de devenir tardivement son président en 1961.

## Biographie
Sa famille alsacienne et messine lorraine a émigré après le traité de Francfort, car son père Louis, officier d'infanterie de confession catholique né en Moselle, avait épousé en 1879 Marguerite Salomé Franck, qui avait quitté sa Ribeauvillé protestante natale. Ses parents Louis François Céleste Hackspill (1832-1919), lui-même fils d'officier d'infanterie et chef de bataillon au 18e de ligne en 1880, puis colonel, et sa mère, Marguerite Salomé Franck (1839-1925), une riche propriétaire dont le père était ingénieur du corps des mines de Saint-Étienne avant de partir en Alsace, sont quadragénaires lorsqu'ils se rencontrent dans les environs de Paris. En 1884, le chef de bataillon, déjà détaché à l'état-major, est promu Officier de la Légion d'honneur par décret présidentiel du 7 juillet 1884, après 32 ans de services effectifs et cinq campagnes.

### Etudes et début de carrière universitaire
Elève au lycée Hoche de Versailles, il obtient son baccalauréat en 1898, accède en classe de mathématiques élémentaires, puis étudie à la faculté des sciences de Paris. Ainsi, il peut suivre les cours du jeudi du professeur Louis Troost à la Sorbonne et entre en 1900 à l'institut de chimie appliqué de Paris. Il suit les cours des maîtres Henri Moissan, Alfred Ditte, Albin Haller et Paul Lebeau. Il en sort ingénieur ICA, c'est-à-dire diplômé de l'institut de chimie appliqué de Paris, en 1903, tout en poursuivant ses études de chimie à la Faculté de Paris. 
Ce jeune homme, très grand, au corps longiligne et svelte, réservé et presque timide, est préparateur à la paillasse et élève du grand physico-chimiste Henri Moissan de 1903 à 1907, il passe sa licence de chimie à la fin de cette période. L'étudiant est admis parmi les essayeurs de commerce auprès de l'administration des Monnaies et médailles en 1906, et devient un chimiste expérimenté en chimie minérale, en particulier par ses préparations de métaux alcalins très purs, notamment du Rb et du Cs, qui constitue le thème de sa thèse d'université en 1907. Son travail de thèse d'université est en réalité encadré par Paul Lebeau, fidèle adjoint de Moissan. Après 1907, tout comme les anciens du laboratoire Moissan, l'étudiant Hackspill qui se lance dans une thèse d'état sur les alcalins est reversé au laboratoire étendu du professeur Henry Le Chatelier, acquérant à son brillant contact un intérêt pour la métallurgie physique et un souci de l'industrie concrète et des applications, de la méthodologie scientifique et de la simple pédagogie. Sa maîtrise des techniques de préparation purifiée, en verrerie sous vide poussé lui permet de fréquenter d'autres jeunes chimistes étrangers, qui deviennent au fil de ces années de thèse et bien au-delà, d'excellents amis, ainsi Ellen Gleditsch, étudiante en radiochimie au laboratoire de Marie Curie ou encore Georges Baume, formé au laboratoire de Philippe-Auguste Guye à Genève, dans la lignée de Carl Graebe. Il est possible durant cette période insouciante qu'il ait fait pleinement connaissance de Witold Broniewski, physico-chimiste polonais, spécialiste des alliages, et du chimiste bâlois Friedrich Fichter, ses deux grand amis étrangers des années vingt lorsqu'il cherchait en Alsace.  
En 1912, l'ancien préparateur temporaire au laboratoire du certificat de sciences physiques, chimiques et naturelles, dit "PCN", dirigée par le professeur Edouart L. Péchard (1862-1942) de décembre 1907 à juillet 1911, spécialiste des montages en verre sous vide poussé, soutient à la faculté des sciences une thèse de doctorat d'état es sciences sur les préparations et propriétés physiques des métaux alcalins. Il reçoit en 1911 la médaille Berthelot au titre de son travail de laboratoire et de recherche. Le jeune docteur en sciences obtient non sans difficulté une place de chargé de cours de chimie industrielle à la faculté des sciences de Nancy en novembre 1913, tout en gardant le poste de préparateur à la Faculté des sciences de Paris obtenu en juillet 1911. Antoine Guntz, directeur de l'institut chimique de Nancy, chimiste spécialiste du baryum et des alcalino-terreux, qui a travaillé comme Moissan sur les fluorures, est un des principaux soutiens pour ce premier poste universitaire à Nancy. En dehors des cours, il rejoint aux travaux de laboratoire Charles Staehling et ensemble s'essaient à mettre au point une préparation facile et à faible coût des alcalins, en passant par le remplacement du calcium par le carbure de calcium. La réduction du chlore par le calcium permet une volatilisation du métal, dont les vapeurs se condensent dans une capsule de verre refroidie, puis scellée. Louis Hackspill, influencé par sa formation initiale et ses centres d'intérêts, se lie en Lorraine avec Paul-Thiébaut Müller, titulaire à Nancy d'une première chaire de Chimie physique, depuis décembre 1899, inédite jusque-là en France.

### Période de la Grande Guerre
Mobilisé le 2 août 1914, le lieutenant d'infanterie de réserve Louis Hackspill s'exerce à commander une section, puis une compagnie de mitrailleuses lors de la bataille de la Marne au début de la Grande Guerre. Ce n'est qu'à la mi-juin 1915 que le capitaine d'infanterie est enlevé à ses hommes et intègre, non sans une déception d'être retiré du front, l'établissement central du matériel chimique de guerre. Il étudie divers fumigènes efficaces, rationalise et sécurise divers procédés de fabrication chimique. Sa mission officielle est la banale supervision d'ateliers de chargement d'obus jusqu'en novembre 1918, au niveau de l'hygiène et de la sécurité. Mais Louis Hackspill se retrouve le plus souvent à la paillasse, essayant de mettre au point des procédés de fabrication, de préférence en continu, les plus aisés ou faciles à installer et surtout les moins coûteux : il étudie ainsi non seulement la préparation du chlorure d'étain, du phosgène et de ses multiples dérivés, mais aussi le séchage du gaz chlore par contact avec la tournure de fer ou la corrosion de divers métaux par le brome. Il détermine les limites d'inflammabilité des mélanges gazeux chlore-hydrogène, pour mieux assurer la production du chlore par électrolyse industrielle.
Ce germanophone, par la tradition familiale maternelle, est envoyé après l'Armistice en Allemagne, découvrir les procédés industriels pour comprendre l'étonnante résistance de l'industrie d'armement du Reich au blocus maritime, grâce à la synthèse artificielle de l'ammoniac. Affecté à l'état-major de la huitième armée de janvier à juillet 1919, détaché au ministère de la Reconstruction industrielle, le chimiste est chargé du contrôle de l'usine d'ammoniac d'Oppau, avant de diriger la rédaction et la publication des divers rapports sur l'industrie chimique allemande. Ses services militaires et techniques lui valent et la croix de guerre en 1916 et la légion d'honneur à titre militaire en juin 1920.

### Entre-deux-guerres: naissance d'un chimiste expert
En octobre 1919, il est nommé professeur de chimie minérale à l'Université de Strasbourg, participant en second ou adjoint chargé du laboratoire, sous la direction du professeur Paul-Thiébaut Müller, à la création de l'institut de chimie de Strasbourg. Il succède à son patron en 1929. La réorganisation de l'université alsacienne lui offre ainsi une chaire de chimie minérale.
Pendant les années vingt, le chimiste en pleine maturité, devenu au sortir de la guerre un expert reconnu, étend et diversifie son champ de recherches chimiques sur les alcalins, les alcalino-terreux, la production d'acide phosphorique en liaison avec l'industrie chimique des engrais, la préparation du bore cristal. Dans le domaine de la métallurgie, il s'intéresse à la corrosion dans les usines utilisant du dioxyde de carbone liquide et au phénomène de décarburation lors de la trempe d'acier. Les techniques du verre soudé lui permettent de peaufiner diverses analyses volumétriques, parfois en liaison avec un suivi manométrique de réactions chimiques. Maître à bord du laboratoire puis de l'institut, il aborde le domaine de la chimie ou des matériaux à hautes températures et des expériences sous vide, s'investit dans les déplacements chimiques, analysant les rendements des réactions chimiques par voie sèche.
Le professeur Hackspill épouse tardivement le 17 décembre 1927 à Paris XVIe Marie-Thérèse Haizet. Le couple a deux fils, le cadet Christian et Denys l'aîné, ne le 24 mai 1921, futur capitaine, mais élève aussi le premier fils de Marie-Thérèse, né d'un précédent mariage.
Il reçoit, grâce à ces travaux concernant l'industrie des engrais, le titre de chevalier du mérite agricole en 1928.
En 1932, il reçoit une seconde fois la médaille Berthelot. Pourtant, en novembre 1932, il quitte un laboratoire alsacien fort actif pour enseigner en simple maître de conférence Physique Chimie biologie ou PCB à la Sorbonne, prenant au laboratoire PCB la succession de Péchard. L'enseignement lui permet de continuer ses recherches à l'institut de chimie de Paris, mais l'ancien professeur de chimie minérale de Strasbourg n'obtient une véritable chaire de chimie minérale qu'en mars 1939. Il est professeur sans chaire à la Faculté des Sciences de Paris dès le 1er juillet 1933. 
En 1934, il est toutefois chargé d'un cours de chimie minérale appliquée dans l'institut de chimie qui l'a formé. Ce retour difficile vers Paris participe d'une décision consciente de représenter le courant de pensée et d'étude, de recherche et d'enseignement, dont il est issu avant la Grande Guerre. Imperturbable, ce professeur affable et bienveillant, fidèle à ses amitiés et détestant au plus haut point les intrigues, poursuit ses études initiées en Alsace, notamment la décomposition des carbonates alcalins. Il aborde les deutériures alcalins, glisse au limite de la chimie organique avec les organo-césiques et s'investit aussi au marge de la chimie du solide qui pratique l'analyse des structures cristallographiques par RX, une chimie du solide qui sera dans les années cinquante un de ses objets de préoccupation.  
En 1936, il est chargé de cours à l'école normale supérieure, et en 1938, chargé de cours à l'école normale supérieure de Sèvres. En 1938, succédant à Georges Urbain, il est directeur de l'institut de chimie de Paris, chargé de la direction de l'enseignement pratique de la chimie. En mars 1939, en recevant la chaire de chimie minérale de la faculté des sciences de Paris, à la Sorbonne, il succède à Paul Pascal.

### Seconde Guerre mondiale
Lieutenant-colonel de réserve, il rejoint sur sa demande, avec le grade de colonel, le poste de commandant de la place d'armes de Haguenau le 23 août 1939, à une dizaine de kilomètres du front. Le 10 juillet 1940, il organise et coordonne un vain repli stratégique vers le Sundgau, sur ordre de l'état-major de la 20e région militaire conscient de l'encerclement allemand. Il évacue ses troupes, en essayant d'empêcher le pillage de Haguenau, qu'il quitte en dernier. Le 16 juin, les troupes sont coincées à la frontière du Jura suisse. L'Armistice de 1940 le laisse démobilisé le 5 juillet 1940 à Riom, ce qui le renvoie, à la fois dépité et en pleine santé, dans son laboratoire parisien. Le soldat défait abhorre d'emblée le régime collaborationniste installé à Vichy, qui installe un État français à coups de mesures administratives après l'Armistice. Cet homme réservé, modeste et courtois, respecte comme une guigne les lois d'exemptions sous l'occupation allemande. Il s'efforce de cacher les étudiants fuyant l'Alsace-Lorraine annexée. Il protège et conseille au mieux les personnes frappées par les lois d'exception. Après 1942, il fait partie d'un réseau clandestin qui aide notamment les étudiants français à échapper au STO. Il accueille prisonniers évadés ou anciens du STO fuyant l'Allemagne.
Directeur de l'Institut de Chimie de Paris de 1938 à 1950, l'ancien résistant est envoyé à la fin de la Guerre en Allemagne occupée pour intégrer ce qui reste du conseil scientifique de l'IG Farben. Le secrétaire d'état à la production industrielle, sollicité par sa section des recherches techniques concernant les affaires allemandes, le mandate comme observateur expert des unités du Palatinat en novembre 1945. Il est élu membre de l'Académie des sciences le 20 novembre 1944 (division des académiciens libres).
Il est nommé, en récompense de ses services d'expertise, officier de la Légion d'Honneur en 1948.

### Un chimiste expérimenté et un maître reconnu
Ses deux thèses, la thèse d'université en 1907 et celle du doctorat ès sciences en 1912, forme un ensemble cohérent et une suite logique. Son patron Henri Moissan avait obtenu au début du siècle le corps simple Ca ou calcium, métal alcalino-terreux pur et cristallisé, par action en vase clos, chauffé au rouge sombre, d'un excès du corps simple sodium sur le chlorure ou l'iodure de calcium. Il proposa à son élève et préparateur Hackspill d'étudier la réaction inverse, afin d'obtenir les corps simples rubidium Rb et césium Cs, deux métaux alcalins parfaitement purs et cristallisés. Le thésard démontra que, sous vide et à hautes températures, le calcium en excès déplace bien ces deux métaux alcalins de leurs chlorures respectifs. Une distillation finale permettait d'obtenir ces deux corps simples à l'état de grande pureté. Maîtrisant cette voie de préparation, il l'applique au sodium Na et au potassium K. Il montre que le lithium Li ne peut être obtenu par cette voie, car ce métal alcalin léger a une volatilité proche de celle du calcium. Le but sous-jacent des manipulations, initié par Moissan, était l'étude des propriétés physiques des corps purs alcalins, puis la préparation avec le même soin et l'étude de divers composés du type hydrures, deutérures, phosphures, carbures etc.
Louis Hackspill a laissé une œuvre scientifique, composée d'une centaine de mémoires complétée de dizaines de notes, en plus de six ouvrages rédigés pour l'enseignement. Ce spécialiste incontesté de la chimie des métaux alcalins et alcalino-terreux a dirigé trente-six thèses de doctorat, incluant les doctorats ès sciences, les thèses d'université et les diplômes de docteur ingénieur. 
Inscrit dans la lignée de Henri Moissan et Paul Lebeau, il est surtout reconnu pour ses expérimentations liées aux réactions à températures élevées et à la préparation des métaux alcalins ultrapurs et de nombreux dérivés ou composés obtenus à partir de ceux-ci. Il s'est illustré dans la chimie d'un grand nombre d'éléments chimiques, comme le non-métal bore cristallisé et le chlorure de bore, les alcalins Li, Na, K.., les alcalino-terreux Ca, Sr, Ba... et divers de leurs composés en particulier des hydrures, deutérures, des borates, des carbures et phosphures, voire des combinaisons atypiques césium-oxyde de carbone. N'oublions son intérêt pour les alliages, pour ainsi dire indissociables de ses amitiés polonaises autour de Witold Broniewski, les oxydes et hydroxydes d'aluminium, d'aluminium ou de fer etc.
Se souvenant de l'intérêt du vieux maître Henri Moissan, pionnier en France du calcium métallique, il a approfondi l'étude de ce corps simple, découvrant son allotropie, et étudiant de manière rigoureuse son hydrure et son carbure, deux corps composés chers à son maître disparu.
La déshydratation des sels métalliques, en particulier des hydrates d'aluminium, les diverses réactions de décomposition ou de dissociation (associées en principes aux corps ou composés instables dans un milieu donné, fruit de discussion avec son amie Ellen Gleditsch), sans oublier les réactions électrochimiques au contact des électrodes en correspondance avec son ami bâlois Friedrich Fichter, l'ont aussi occupé. Les méthodes fines de dosage volumétrique et d'étude gazométrique sont sa contribution à la chimie analytique. Ses recherches ont été publiées dans les Comptes rendus de l'académie des sciences, la revue de Chimie minérale et le Bulletin de la Société chimique de France.
Succédant sur un plan français à Henry Le Chatelier, il est nommé en 1935 membre correspondant de l'académie des sciences et techniques de Pologne. Il y retrouve son ami physico-chimiste Witold Broniewski.
Membre dès 1905 de la Société Chimique de France, il est d'abord membre du conseil en 1929, vice-président en 1938, avant d'accéder à la présidence à partir de 1946. En Alsace, il a participé à l'essor de la section locale crée en 1919, devenant son président en 1922 à Strasbourg. Il figure parmi quelques acteurs du groupement de Strasbourg et de Mulhouse, et s'investit dans l'organisation de réunions et de manifestations communes avec Nancy et Bâle. Après son retrait de la présidence, il est nommé président d'honneur en 1958.
Admis à la retraite le 20 juillet 1948, le directeur de l'école nationale de chimie reste dans ses principales fonctions jusqu'au 3 mai 1951, apparemment faute de remplaçant. En gardant sous son autorité un laboratoire après sa retraite légale en 1951, le chercheur émérite exerce une activité scientifique jusqu'au terme de sa vie, en gardant autant une grande vivacité d'esprit qu'un tour de main de chercheur. Il devient la même année directeur de publication de la quatrième section des collections scientifiques Euclide aux Presses universitaires de France, ce qui l'oblige à l'art délicat des préfaces. La section de chimie minérale du CNRS lui offre sa présidence pendant de nombreuses années.
Louis Hackspill a eu de nombreux élèves, évidemment à différents niveaux d'enseignement. Parmi les thésards pris sous sa direction au laboratoire de chimie minérale de l'université de Paris, citons Albert Hérold (1921-2018) qui passe sa thèse en 1951 sur les hydrures alcalins. Au sein de la toute jeune université de Mulhouse, encore adossée à l'école de chimie, ce dernier chercheur poursuivit jusqu'en 1960 ses études sur les corps simples alcalins, observant de curieux composés d'insertion au sein des creusets de graphite des manipulations. Rejoignant le laboratoire de chimie minérale industrielle à Nancy en 1961, Albert Hérold pouvait faire paraître ses premières publications sur les composés lamellaires graphite-Li. Ces travaux de chimie de l'intercalation du lithium dans les lamelles de graphite, impliquant des préparations de façon topotactique, et notamment le composé LiC6, de 1966 à 1975 y ont été développés par Albert Hérold et son élève Daniel Guérard, ce qui en fait des pionniers, relativement méconnus, des anodes de nos batteries au lithium ion. Un lointain rappel des cours du professeur Louis Troost sur le lithium suscitant l'émerveillement du jeune Louis Hackspill.

### Honneurs et fin de vie
Ce membre d'honneur de la société de Chimie industrielle en 1948 préside l'Académie des sciences en 1961. De cette illustre institution, outre ses deux médailles Berthelot, il avait reçu le prix Cahours en 1911 pour son travail sur les alcalins, le prix Houzeau en 1926 pour ses diverses contributions à l'enseignement de chimie industrielle et le prix La Caze en 1932 pour ses recherches strasbourgeoises spécifiquement en chimie minérale. Comme le rappelait son élève Rollet, il était bien peu grisé par les honneurs. Très sensible et souvent enthousiaste, selon les dires de ses proches, cet expérimentateur inlassable était fidèle à ses amitiés.
Cet homme très grand, longtemps svelte était le plus souvent en public d'une haute droiture, réservé et peu causant, ce qui le faisait passer facilement pour un personnage hautain et distant. Mais, une fois faites les présentations, le vieil homme se révélait d'une courtoisie d'un autre âge. Il s'est éteint paisiblement dans la nuit du 7 au 8 octobre 1963 au cours de sa 84e année. Fervent catholique, la messe avant son enterrement est célébrée à Saint-Thomas d'Aquin.

## Ouvrages d'études et d'enseignement
- Sur la réduction de quelques chlorures métalliques par le calcium et sur une nouvelle préparation du rubidium et du césium, Thèse d'université de 1907.
- Recherches sur les métaux alcalins (Thèse de la Faculté des sciences de Paris, n° 1475) in octo, Gauthier-Villars, Paris, 1912, 97 pages.
- L'azote, 1922 (fruit, concerté avec les autorités, des découvertes sur le monde caché de la chimie industrielle allemande).
- Petite industrie chimique, en collaboration avec l'ingénieur-chimiste I.C.N. P. Remy-Genneté, grand in octo, 1926, 834 pages, 124 figures.
- Articles sur le rubidium et le césium, Traité de chimie minérale de Paul Pascal, 1933, réédition complétée en 1957
- Les industries de l'azote, 1941.
- Les halogènes et leurs combinaisons avec les autres corps simples, Les cours de Sorbonne, Centre de documentation universitaire, Paris, 1946, 102 pages.
- Combinaisons de l'hydrogène et de l'oxygène avec les métalloïdes, 1951.
- Les acides minéraux et quelques-uns de leurs sels, 1953.
- Traité de chimie minérale (écrit en collaboration avec Jean Besson et Albert Hérold), in 16, collection Euclide, PUF, Paris
  - Tome 1 sur les gaz rares, l'hydrogène, les halogènes, la famille de l'oxygène, de l'azote et du carbone, 1er édition, 1958, 2e édition, 1964, 911 pages.
  - Tome 2 sur la famille du bore, les métaux alcalino-terreux et alcalins, les éléments de transition, première édition, 1962, 1682 pages, seconde édition, 1968, page 912 à 1751.

### Préface
- Centre de perfectionnement technique, Cinquante ans de perfectionnement technique, in quarto, Presses documentaires, imprimerie A. Sirot, Paris, 1952, 380 p., fig. Préface de Louis Hackspill.
- Guy Emschwiller, Chimie physique 1, Thermodynamique chimique, équilibres gazeux, in 16, collection Euclide, Presses universitaires de France (Vendôme, Imprimerie des Presses universitaires de France), 1959, 439 pages
- Henri Guérin, Chimie industrielle. La grande industrie chimique : Tome I, Les industries du soufre et de ses composés, collection Euclide Chimie (quatrième section dirigée par louis Hackspill, membre de l'institut), Presses Universitaires de France, Paris, 1962, 420 pages, préface de Louis Hackspill. La préface vaut aussi pour le Tome II, Le chlorure de sodium et les industries dérivées. Le brome et l'iode, le carbure de calcium et l'acétylène. L'alumine et le Tome III, L'industrie des engrais et des antiparasitaires. L'azote et les industries dérivées. Le chlorure de potassium. Les phosphates et l'acide phosphorique. Autres industries.
- Paul Remy-Genneté, 700 Expériences de Cours de Chimie, format in octo, Presses Universitaires de France, Paris, 1962, 711 pages, préface hors pagination de Louis Hackspill.